# Pedras de Callanish

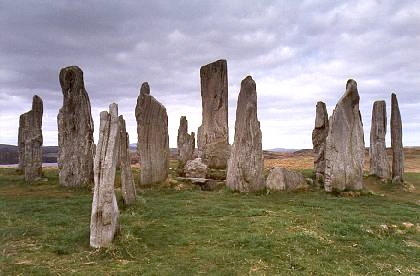
O círculo de pedras no centro das Pedras Permanentes de Calanish ("Callanish I")

As Pedras de Callanish (ou "Callanish I"), Clachan Chalanais ou Tursachan Chalanais na Escócia gaélica, estão situados perto da vila de Callanish.

## Construção e descrição
A construção deste sitio aconteceu entre 2900 e 2600 a.C., embora há existência de construções anteriores, possivelmente antes de 3000 a.C. Um túmulo foi construído mais tarde no local. Os restos da destruição da tumba sugere que o local estava fora de uso entre 2000 e 1700 a.C. As 13 pedras primárias formam um círculo com cerca de 13 m de diâmetro, com uma avenida abordagem ao longo de pedras ao norte, e linhas mais curtas pedra para o leste, sul e oeste. O plano geral do monumento recorda uma cruz celta distorcida. As pedras individuais variam entre cerca de 1 m e até 5 m de altura, com uma média de 4 m, e são do local.

## Interpretação

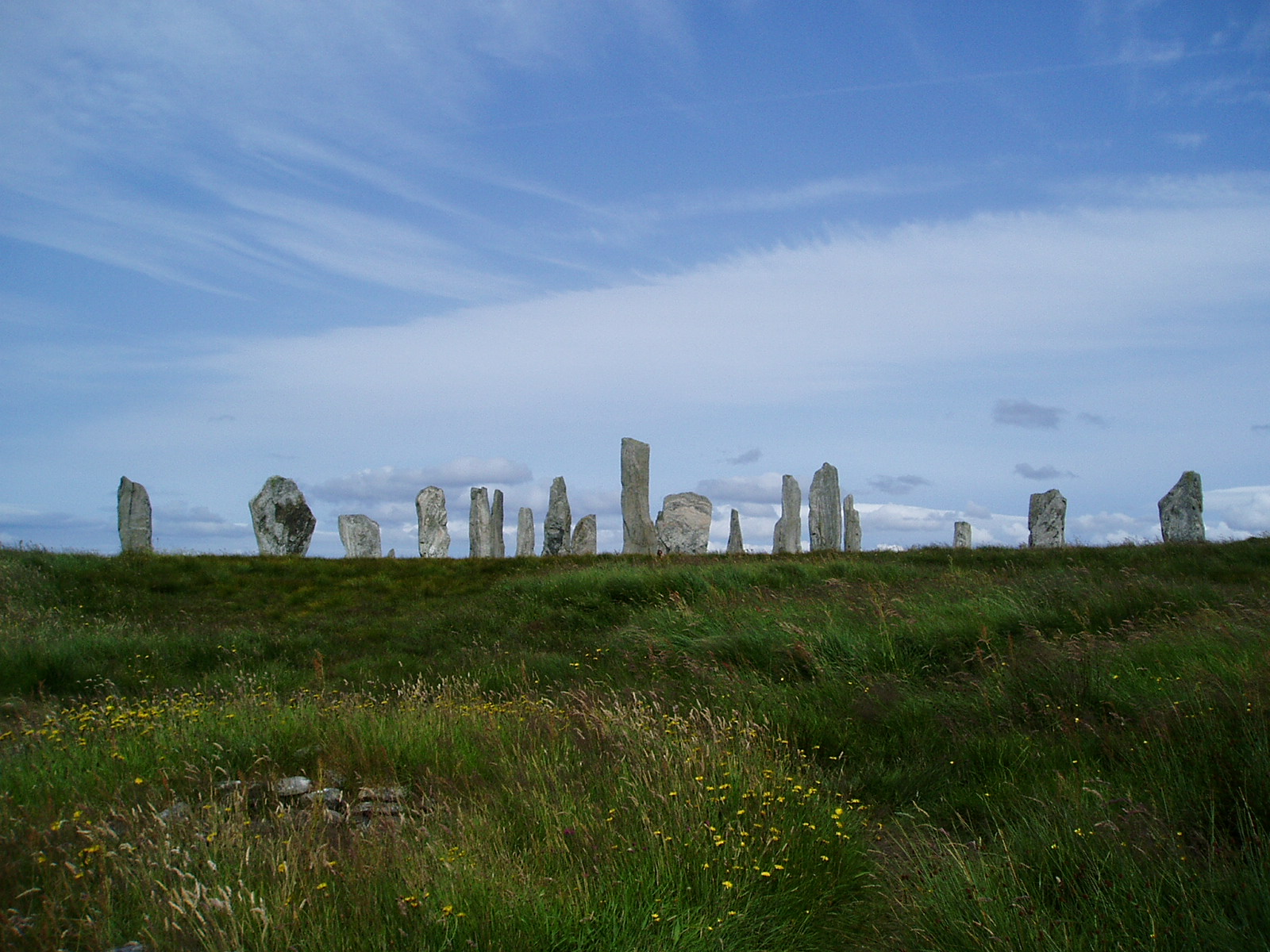
A visão distante do círculo, as linhas de pedra e parte da avenida Norte

A primeira referência escrita destas pedras foi através de John Morisone nativo de Lewis, que em 1680 escreveu que "great stones standing up in ranks [...] were sett up in place for devotione", (grandes pedras de pé em [...] fileiras foram feitas no local para devoção).
A mais alta das pedras, marca a entrada para um túmulo, onde os restos mortais foram descobertos. Uma campanha de escavações entre 1980 e 1981 mostraram que o enterro câmara foi uma adição tardia ao local, e que tinha sido modificado várias vezes. Restos de cerâmica encontradas sugeriram a data de 2200 a.C. para a ereção do círculo. Especula-se, entre outras teorias, que as pedras formavam um calendário sistema baseado na posição da Lua. O professor Alexander Thom sugeriu que o alinhamento da avenida pedra (quando se olha para o sul) apontam para a configuração de solstício de verão lua cheia atrás de uma montanha distante chamada Clisham.
Os críticos dessas teorias sustentam que os alinhamentos provavelmente existem puramente por acaso, essa mesma estrutura. Em muitos fatores além tais como o deslocamento de intemperismo e as pedras ao longo dos milênios significa que nós nunca podemos estar certos de qualquer alinhamento original, possivelmente intencional.